# Cultura da África
- milénios: milênios
- Património: Patrimônio

A cultura da África reflete a sua antiga história e é tão diversificada como foi o seu ambiente natural ao longo dos milênios.
África é o território terrestre habitado há mais tempo, e supõe-se que foi neste continente que a espécie humana surgiu; os mais antigos fósseis de hominídeos encontrados na África (Tanzânia e Quênia) têm cerca de cinco milhões de anos. O Egito foi provavelmente o primeiro estado a constituir-se na África, há cerca de 5000 anos, mas muitos outros 
reinos ou cidades-estados se foram sucedendo neste continente, ao longo dos séculos (por exemplo, Axum, o Grande Zimbabwe). Para além disso, a África foi, desde a antiguidade, procurada por povos em outros continentes, que buscavam as suas riquezas.

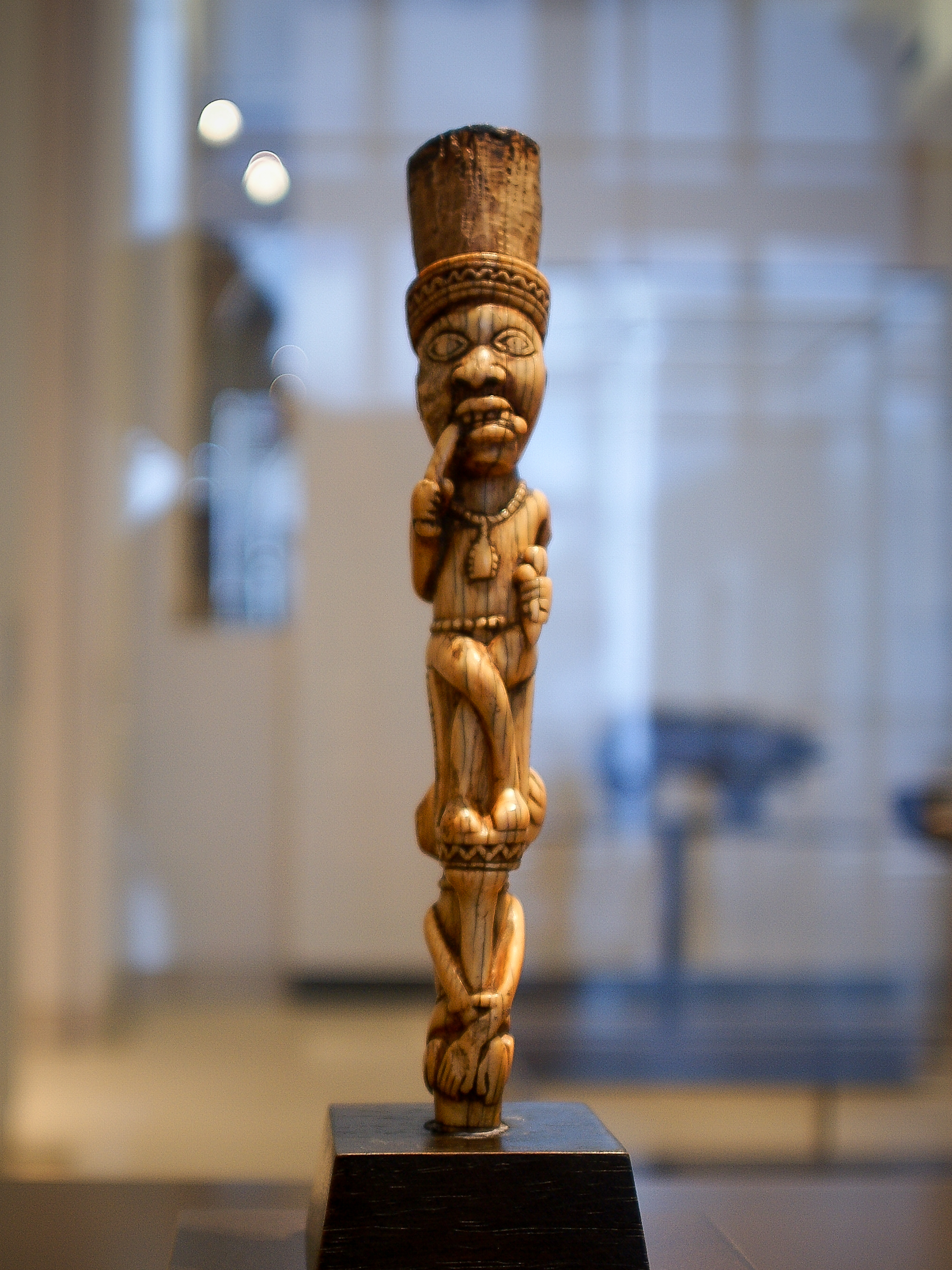
Escultura iombe (Louvre, Paris)

O continente africano cobre uma área de 30 221 532 de quilômetros quadrados, um quinto da área terrestre da Terra, e possui 54 países. Suas características geográficas são diversas e variam de tropical úmido ou floresta tropical, com chuvas de 250 a 380 centímetros a desertos. O monte Kilimanjaro (5895 metros de altitude) permanece coberto de neve durante todo o ano enquanto o Saara é o segundo maior deserto da Terra. A África possui uma vegetação diversa, variando de savana, arbustos de deserto e uma variedade de vegetação crescente nas montanhas bem como nas florestas tropicais e tropófitas.
Como a natureza, a um estimativa de 800,000,000 habitantes da África evoluíram um ambiente cultural cheio de contrastes e que possui várias dimensões ao longo do tempo. As pessoas através do continente possuem diferenças marcantes sob qualquer comparação: falam um vasto número de diferentes línguas, praticam diferentes religiões, vivem em uma variedade de tipos de habitações e se envolvem em um amplo leque de atividades econômicas.

## Tribos e grupos étnicos
A África é o lar de inumeráveis tribos ou grupos étnicos , alguns dos quais representam populações muito grandes, se consistindo de milhões de pessoas, outras são grupos menores, de poucos milhares. Alguns países possuem mais de 70 diferentes grupos étnicos. Todas estas tribos e grupos possuem culturas que são diferentes, mas representam o mosaico da diversidade cultural africana.

## Filosofia
A expressão filosofia africana é usada de múltiplas formas por diferentes filósofos. Embora diversos filósofos africanos tenham contribuído para diversas áreas, com a metafísica, epistemologia, filosofia moral e filosofia política, uma grande parte dos filósofos discute se a filosofia africana de fato existe, embora o registro de pensamento africano remonte a pelo menos cinco milênios atrás na filosofia egípcia antiga. Um dos mais básicos motivos de discussão sobre a filosofia africana gira em torno da aplicação do termo "africano", ou sejaː se o termo se refere ao conteúdo da filosofia ou à identidade dos filósofos. Na primeira visão, a filosofia africana seria aquela que envolve temas africanos ou que utiliza métodos que são distintamente africanos. Na segunda visão, a filosofia africana seria qualquer filosofia praticada por africanos ou pessoas de origem africana.
A elaboração e definição da ideia de filosofia africana tem tido uma trajetória revestida de problemáticas, algumas dessas herdadas da dificuldade de definição da própria filosofia, e da sua polissêmia de sentidos., outras, porém, derivam-se da história própria da África e das especificidades de uma filosofia contextual. Nesse sentido, a ideia de filosofia africana foi sujeita a muitas formas de questionamento - como o de que não existe nenhuma filosofia comum à todos os africanos, ou que não há nada de propriamente africano na filosofia feita na África, atribuindo à filosofia um sentido estritamente universal. Outras questões surgem em relação às formas escritas e orais de registro e transmissão do pensamento, diante das quais a África se caracteriza principalmente pela oralidade. Muitos pensadores contemporâneas propuseram esquemas e distinções a fim de acomodar essas diferentes formas de fazer e transmitir o pensamento filosófico, como também os diferentes sentidos de filosofia - dividida principalmente entre a concepção de um sistema de ideias e valores que orientam a vida prática e contemplativa, e um disciplina e tradição autoconsciente cuja execução é regulada por modelos e instituições. Essas propostas se diversificaram, recebendo, cada uma, maior ou menor adesão, na sua tentativa de capturar a polissêmia de sentidos e suas interações. São exemplos - filosofia universalista/filosofia culturalista (Odera Oruka); filosofia popular/filosofia (Kwasi Wiredu); etnofilosofia/filosofia (Paulin Hountondji); filosofia tradicional/filosofia crítica (T.U. Nwala); pensamento/filosofia; filosofia implícita/filosofia explícita, entre outras.

### Filosofia africana lusófona
A filosofia africana lusófona é uma ramificação do campo de produção filosófica denominado filosofia africana que se distingue por sua expressão em língua portuguesa. A filosofia africana tem sido ponto de debates e controvérsias que remontam à sua emergência na década de 1940 e 50, animada por uma produção explosiva de obras estrangeiras e africanas, principalmente de expressão francófona e anglófona, e da África subsariana, que buscaram qualificar esse corpo distinto de pensamento filosófico e seu antagonismo crítico com a denominada filosofia ocidental. Esse campo de questionamento não se limitou à comunidade filosófica académica, mas perpassou também a antropologia, a política, a geografia, a literatura e outras formas artísticas. O campo da filosofia africana passou logo à se diferenciar informalmente em linhas linguísticas, em consequência da própria facilidade de circulação desses filósofos dentro do meio intelectual de certa língua, e pelo legado comum do colonialismo entre os países de certa expressão. A filosofia africana de expressão portuguesa, entretanto, teve uma contribuição pouco notável, ou atrasada, na construção do campo e seus clássicos, principalmente os países afro-lusófonos, como a Angola, Moçambique, Cabo Verde, Guiné Bissau, Guiné Equatorial e São Tomé e Príncipe, sendo frequentemente excluidos e minimizados em antologias do assunto.